# باريس سان جيرمان موسم 1994–95
موسم 1994–95 هو الموسم الثاني والعشرون في تاريخ باريس سان جيرمان الفرنسي والحادي والعشرون تواليًا للنادي في الدرجة الأولى من الدوري الفرنسي.
ربما يكون هذا الموسم هو الأفضل للنادي في تاريخه، حيث بدأه بطل فرنسا بالتعاقد مع المدرب لويس فرنانديز أحد أساطير النادي في الثمانينات فتألق على الصعيد المحلي بإحرازه لأول ثنائية في تاريخه، بدأها في انتزاعه لبطولة كأس الرابطة الفرنسية للمرة الأولى في تاريخه وأتبعها باسترجاعه لبطولته المفضلة كأس فرنسا والظفر بها للمرة الرابعة في تاريخه، وعلى الصعيد الأوروبي قدّم النادي أفضل موسم له على الإطلاق بمشاركته للمرة الثانية بعد غياب لثماني سنوات، وضم
سان جرمان في صفوفه، البرازيلي راي والفرنسي دافيد جينولا والليبيري جورج ويا.

أوقعته القرعة في مجموعة صعبة ضمت بايرن ميونيخ وسبارتاك موسكو ودينامو كييف لكنه لم يشعر بأي عقدة نقص وذلك بعد إنهائه دور
المجموعات في صدارة المجموعة محققا ستة انتصارات متتالية (في إنجاز نادر الحدوث) بعد أن تغلب على جميع خصومه بالفوز ذهاباً وإياباً، ثم تخطى سان جرمان العملاق الإسباني برشلونة في ربع النهائي بعد التعادل 1-1 في ملعب الكامب نو، وفوز باريس في البارك دي برينس بهدفين لواحد قبل أن يخرج على يد العملاق الإيطالي إيه سي ميلان في نصف النهائي بعد أن خسر ذهاباً وإياباً بنتيجيتي 1–0 و2—0.